# Nederlandse Vacuümvereniging
De Nederlandse Vacuümvereniging (NEVAC) is een vereniging van onderzoekers, technici en organisaties ter bevordering van de vacuümtechniek en verwante gebieden. De NEVAC is lid en mede-oprichter van de International Union for Vacuum Science, Technique, and Applications (IUVSTA) en had tot 2004 een leerstoel in vacuümtechniek aan de Technische Universiteit Delft.

## Geschiedenis
Natuurkundige en hoogleraar Jacob Kistemaker richtte de NEVAC in 1962 op met ir. J.H. Makkink en A. Venema en was tot 1966 de eerste voorzitter. Latere voorzitters waren de eveneens natuurkundehoogleraren Friso van der Veen en Joost Frenken.
Ter ere van het 25-jarig jubileum in 1987 voerde de NEVAC het experiment met de Maagdenburger halve bollen uit.

## Leden
Naast ongeveer 300 onderzoekers, technici en vertegenwoordigers zijn 60 bedrijven en instituten lid van de NEVAC, zoals ASTRON, FEI company, High Voltage Engineering Europe, het Nederlands Lucht- en Ruimtevaartcentrum, TNO Industrie en Techniek, de Universiteit Groningen, URENCO en de VDL Groep.

## Prijs
Jaarlijks reikt de vereniging een prijs uit voor het beste ingezonden artikel in het verenigingsblad.
Prijswinnaars waren onder andere:
- 2015: Jaap Kautz en Johannes Jobst (Universiteit Leiden), in verband met onderzoek naar elektrische geleiding van speciale materialen, met een lage-energie-elektronenmicroscoop[4]
- 2020: Brian Baker (Rijksuniversiteit Groningen), in verband met het afbeelden van oppervlakken op atomaire schaal met behulp van een scanning-elektronenmicroscoop onder ultrahoog vacuüm[5]

## Publicaties
Onder meer:
- NEVAC blad, driemaal per jaar sinds 1983 met technisch-wetenschappelijke artikelen en verenigingsnieuws.
- Suurmeijer, Bert, Mulder, Theo en Verhoeven, Jan:
  - Basisboek vacuümtechniek, Nederlandse Vacuümvereniging (NEVAC), [Woerden], 2000, 2018, ISBN 978-90-829477-0-0, 774 pp. Engelstalige uitgave met Dick Van Langeveld: Vacuum Science and Technology, ISBN 9789090291376, 729 pp.
  - Vacuümtechniek, Sumuver 2018, EAN 9789082947717, 596 pp.